# کیزان

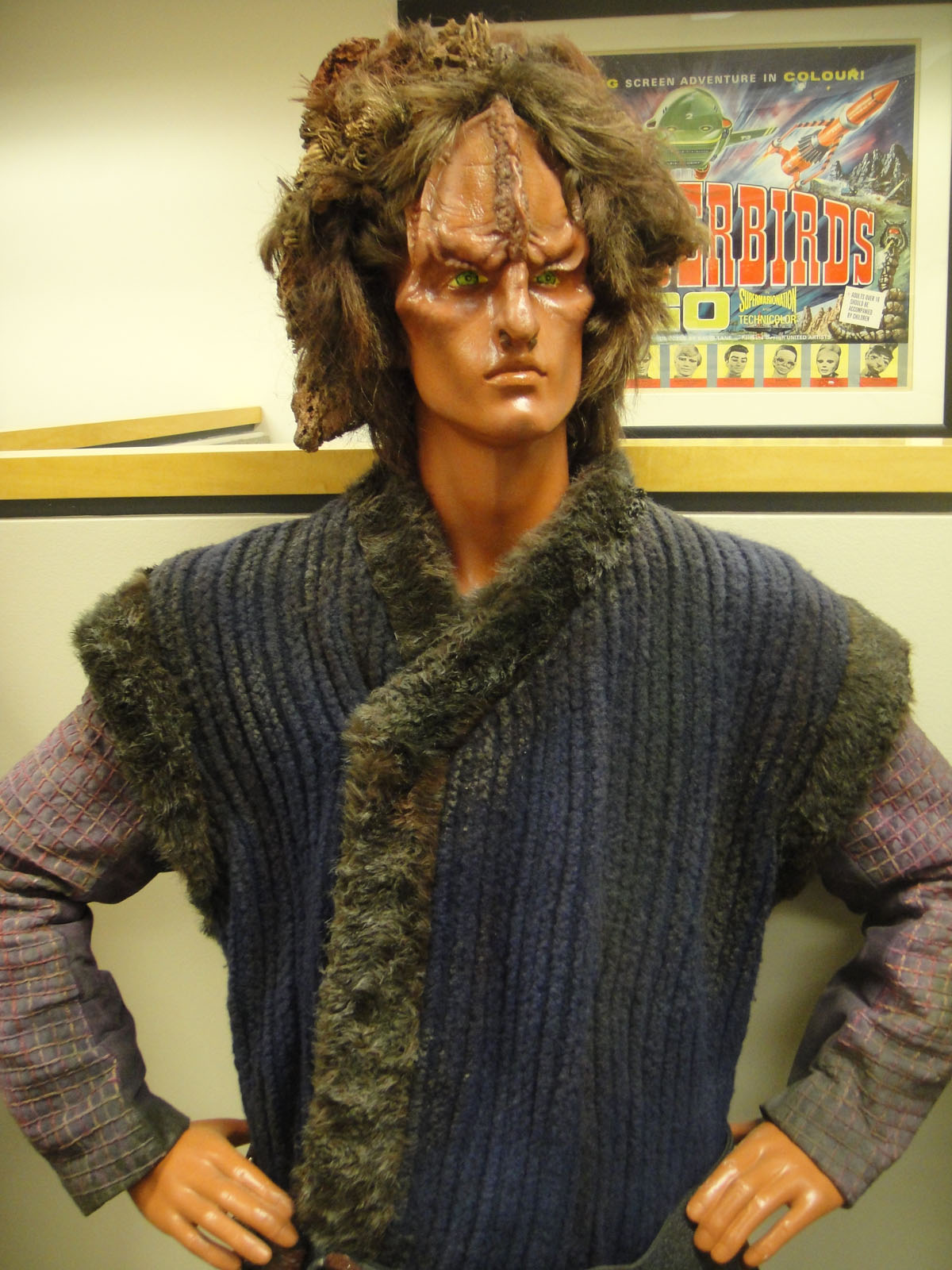
یک کیزان. مایکل وستمور طراح اصلی گریم کیزان‌ها بود.

کِیزان (انگلیسی: Kazon) یک نژاد بیگانه خیالی در مجموعه پیشتازان فضا است. کیزان‌ها توسط سازندگان سریال پیشتازان فضا: وویجر، ریک برمن، مایکل پیلر و جری تیلور، به عنوان دشمنان اصلی خدمه فضاپیمای وویجر در دو فصل اول این سریال معرفی شدند. افراد این نژاد به عنوان گونه‌ای کوچ‌نشین و خشن به تصویر کشیده می‌شوند که به ۱۸ دسته مختلف تقسیم شده‌اند. این جامعه مردسالار، زنان را پست می‌داند و مردان را به جنگجو شدن و اثبات خود در نبرد تشویق می‌کند. داستان‌های کیزان اغلب حول محور تلاش‌های «جال کاله»Jal Culluh و گروهش برای دزدیدن فناوری از سفینه فضایی «یو اس اس وویجر» با کمک «سسکا»، افسر سابق وویجر، می‌چرخد. در فصل دوم، خدمه وویجر در طول یک آتش‌بس موقت، اطلاعات بیشتری دربارهٔ تاریخ و فرهنگ این نژاد بیگانه به دست می‌آورند. در آخرین حضور مهم‌شان، کیزان‌ها با موفقیت، وویجر را تصاحب می‌کنند، اما در نهایت مجبور به تسلیم و عقب‌نشینی می‌شوند. این نژاد بیگانه در فصل‌های بعدی سریال حضورهای کوتاه و اشاراتی دارد و همچنین در «پیشتازان فضا آنلاین» و رمان‌های مجموعه پیشتازان فضا نیز حضور داشته‌اند.
کیزان‌ها با الهام از گروه‌های خلافکاری مانند کریپس و بلادز، توسط سازندگان سریال به عنوان استعاره‌ای مناسب برای ترس‌ها و نگرانی‌های مربوط به شهرها و باندهای خلافکار در زمان پخش سریال دیده شدند. آن‌ها به عنوان یکی از سه گونه بیگانه جدید توسعه یافتند که می‌توانستند به عنوان دشمنان تکرارشونده گسترش یابند. دو گونه دیگر، ویدی‌ها و سیکاری‌ها بودند. مایکل وستمور مسئول اصلی گریم در ساخت ظاهر کیزان‌ها بود. پیلر در ابتدا قصد داشت فقط بازیگران جوان بین ۱۸ تا ۲۵ سال را انتخاب کند، اما تصمیم گرفت بازیگران مسن‌تر و باتجربه‌تر را به‌کار بگیرد زیرا در طول تست بازیگری بهتر عمل کردند. تیم نویسندگان وویجر بخش بزرگی از فصل دوم را به توسعه این گونه بیگانه اختصاص داد و پیلر، مقاله‌ای در مورد آن‌ها نوشت که برای توسعه اپیزودهای کیزان‌محور استفاده می‌شد. کیزان‌ها پس از اولین نمایش فصل سوم از سریال حذف شدند زیرا سازندگان احساس می‌کردند که ادامه حضور آن‌ها اعتبار سفر وویجر به خانه را خدشه‌دار می‌کند.
واکنش منتقدان به کِیزان‌ها عموماً منفی بود. برخی از منتقدان موضوع توانایی آن‌ها در تصاحب وویجر و رها کردن خدمه آن در یک سیاره متروک را تحسین کردند، در حالی که برخی دیگر احساس می‌کردند که آن‌ها کپی‌های ضعیفی از کلینگان‌ها هستند و فصل دوم بیش از حد بر روی آن‌ها تمرکز کرده است. کیزان‌ها در چندین لیست رتبه‌بندی، در زمره بدترین تبهکاران در تاریخ پیشتازان فضا قرار گرفتند و به عنوان نمونه‌ای از مفاهیم نژادپرستانه در گونه‌های بیگانه این مجموعه ذکر شدند. در طول بازبینی سریال، میشل اریکا گرین از TrekToday انتقادات زیادی به این گونه از بیگانه‌ها وارد کرد و تصمیم برای نمایش آن‌ها به عنوان دشمنان اصلی به جای ویدی‌ها و امتناع کاپیتان کاترین جین‌وی از به اشتراک گذاشتن فناوری با آن‌ها را زیر سؤال برد. کیزان‌ها همچنین توسط بازیگران سریال مورد استقبال ضعیفی قرار گرفتند، آن‌ها کیزان‌ها را تبهکاران قوی یا افزودنی‌های جذابی برای داستان نمی‌دانستند.

## حضورها

### پیشتازان فضا: وویجر
کیزان‌ها به عنوان دشمنان اصلی در دو فصل اول پیشتازان فضا: وویجر ظاهر می‌شوند. در قسمت اول سریال، "Caretaker"، آن‌ها به عنوان ستمگران اکامپا، یک نژاد بیگانه دیگر، نشان داده می‌شوند. کِس اوکامپا (جنیفر لین) ابتدا به عنوان برده کیزان‌ها دیده می‌شود و مشخص می‌شود که نیلیکس (اتان فیلیپس)، از نژاد تالاکسی، در گذشته با این گونه بیگانه معاملات تجاری انجام داده است. پس از دیدن نمایش فناوری پیشرفته روی USS Voyager، به ویژه واساز و انتقال‌دهنده، کیزان‌ها برای دزدیدن این ماشین‌ها و ترکیب آن‌ها با کشتی‌های خود نقشه می‌کشند. کاپیتان کترین جین‌وی (کیت مولگرو) از ترس برهم زدن تعادل قدرت در ربع دلتا و نقض Prime Directive از ارائه هرگونه اطلاعاتی در مورد فناوری وویجر به این گونه بیگانه خصمانه خودداری می‌کند. در قسمت‌های بعدی، خدمه ماکی‌ها (پیشتازان فضا) به رهبری چاکوتی (رابرت بلتران) - که توسط وویجر به ربع دلتا تعقیب شده بودند - با خدمه اخترناوگان وویجر ادغام می‌شوند. در "State of Flux"، خدمه وویجر با جال کاله (آنتونی دی لانگیس)، رهبر یک فرقه کیزان و شخصیت اصلی کیزان در این سریال، روبرو می‌شوند. در این قسمت، مشخص می‌شود که سسکا (مارتا هکت)، پرچمدار وویجر، یک مأمور کارداسی‌ها است که به گروه ماکی‌های چاکوتی نفوذ کرده و متعاقباً با ادغام خدمه و امتناع جین‌وی از نقض دستورالعمل اولیه مخالفت کرده است. سسکا مخفیانه اطلاعاتی را به کیزان‌ها می‌دهد تا با این گونه بیگانه متحد شود و سفر وویجر به خانه را تسریع کند. سسکا پس از اینکه در حین تلاش برای تحویل فناوری تکثیرکننده به کیزان‌ها دستگیر می‌شود، وویجر را ترک می‌کند تا به آن‌ها بپیوندد و معشوقه و مشاور اصلی کاله می‌شود.
در طول قسمت "Initiations"، چاکوتی با کار (آرون آیزنبرگ)، یک کیزان جوان که در تلاش برای تکمیل مراسم بلوغ است، درگیر می‌شود و سعی می‌کند به عنوان یک مربی برای او عمل کند. در "Maneuvers"، سسکا تله‌ای می‌گذارد و در نتیجه کیزان‌ها یک ماژول انتقال‌دهنده را از وویجر می‌دزدند. او به کاله توصیه می‌کند که این فناوری را در کشتی‌های کیزان‌ها مهندسی کند و از آن برای متحد کردن همه فرقه‌های کیزان با خود به عنوان رهبر استفاده کند. چاکوتی در یک مأموریت انفرادی با هدف بازیابی فناوری می‌رود، اما توسط سسکا و کاله اسیر و شکنجه می‌شود. خدمه وویجر چاکوتی را نجات می‌دهند، اما متوجه می‌شوند که سسکا دی‌ان‌ای او را استخراج کرده و از آن برای باردار کردن خود استفاده کرده است. پس از این اتفاقات، جین‌وی تلاش می‌کند تا با کیزان‌ها اتحادی تشکیل دهد تا عبور امن از منطقه فضایی آن‌ها را تضمین کند. در طی این فرایند، خدمه با ترابی‌ها، گونه‌ای بیگانه که پس از یک نزاع خشونت‌آمیز توسط کیزان‌ها مورد آزار و اذیت قرار گرفتند، ملاقات می‌کنند. جین‌وی تصمیم می‌گیرد با ترابی‌ها متحد شود و به پیشنهاد مابوس (چارلز او. لوسیا)، رهبر ترابی‌ها، یک کنفرانس صلح ترتیب می‌دهد. با این حال، خدمه وویجر متوجه می‌شوند که ترابی‌ها در گذشته با کیزان‌ها بدرفتاری کرده‌اند و می‌خواهند از این جلسه به عنوان تله‌ای برای ترور رهبران کیزان استفاده کنند. جین‌وی مانع از وقوع این قتل‌عام می‌شود، اما در نتیجه روابط بین وویجر، کیزان‌ها و دیگر گونه‌های بیگانه در ربع دلتا بیشتر تیره می‌شود.
کیزان‌ها در قسمت‌های "Threshold", "Dreadnought" و "Lifesigns" حضورهای کوچکی دارند زیرا سسکا به آن‌ها در ساخت نقشه تصرف وویجر کمک می‌کند. در قسمت "Investigations"، نیلیکس متوجه می‌شود که یکی از خدمه کشتی در حال ارسال پیام‌های کدگذاری شده به کیزان‌ها است و او از برنامه خبری صبحگاهی خود برای ردیابی خائن استفاده می‌کند. تام پریس (رابرت دانکن مک‌نیل) به نیلیکس کمک می‌کند تا با نشان دادن رفتار ضعیف و پرخاشگرانه، ظاهری ایجاد کند که حاضر است برای جلب تماس از سوی خائن به وویجر خرابکاری کند. نیلیکس متوجه می‌شود که مایکل جوناس (رافائل اسبارجه)، یکی از خدمه وویجر که قبلاً عضو گروه مارکی چاکوتی بود، اطلاعات مربوط به فناوری تاب‌پیمایی (ماشین وارپ) را به سسکا می‌دهد. سپس جوناس در دعوا با نیلیکس کشته می‌شود. قسمت دو قسمتی "Basics" به عنوان آخرین داستان اصلی کیزان‌ها در این سریال عمل می‌کند. سسکا پس از تولد فرزندش و کشف کاله مبنی بر اینکه او پدر نیست، یک تماس پریشانی برای وویجر ارسال می‌کند. چاکوتی، جین‌وی و بقیه خدمه را متقاعد می‌کند که سسکا و پسرش را از کیزان‌ها نجات دهند، اما متوجه می‌شوند که این یک تله برای حمله به وویجر است. کیزان‌ها کنترل سفینه فضایی را به دست می‌گیرند و خدمه آن را در یک سیاره ظاهراً متروک رها می‌کنند. دکتر (رابرت پیکاردو) و کارمند مشکل‌دار لان سودر (براد دوریف) تنها دو خدمه باقی مانده در وویجر هستند. دکتر به سسکای ناامید نشان می‌دهد که کاله، نه چاکوتی، پدر فرزند اوست. خدمه وویجر پس از اینکه سودر خود را برای خرابکاری سیستم‌های فیزر کشتی فدا می‌کند، کشتی را پس می‌گیرند. سسکا در درگیری بعدی توسط یک کنسول منفجر شده کشته می‌شود و کاله فرزندش را می‌گیرد و با بقیه کیزان‌ها می‌رود.
با اینکه کیزان‌ها بعد از "Basics" حضور پررنگی ندارند، اما در فصل‌های بعدی به آن‌ها اشاره می‌شود. در فصل چهارم، سون آو ناین (جری راین) فاش می‌کند که بورگ‌ها هرگز کیزان‌ها را جذب نکرده‌اند. بورگ‌ها آن‌ها را گونه ۳۲۹ می‌نامند و به دلیل اعتقاد به اینکه کیزان‌ها "از کمال می‌کاهند"، آن‌ها را "ناشایست جذب" می‌دانند. یک خدمه کیزان در یک بازسازی تمام‌نگاری از وویجر به عنوان یک کشتی جنگی گنجانده شده است. کیزان‌ها همچنین در "Relativity" و "Shattered"، که به سفر در زمان می‌پردازند، ظاهر می‌شوند. در هر دو قسمت، شخصیت‌ها به زمانی که سسکا و کیزان‌ها کنترل وویجر را در دست داشتند، سفر می‌کنند.

### حضورهای دیگر
کیزان‌ها در "Star Trek Online"، یک بازی نقش‌آفرینی برخط چندنفره گسترده (MMORPG) توسعه یافته توسط کریپتیک استودیوز بر اساس فرنچایز "پیشتازان فضا" حضور دارند. در این بازی که در هزاره سوم (میلادی)، ۳۰ سال پس از وقایع "پیشتازان فضا: نمسیس" اتفاق می‌افتد، فرقه کیزان-نیستریم پس از اینکه یک رهبر جدید کنترل را از کاله گرفت، به عنوان یک قدرت در حال ظهور طبقه‌بندی می‌شود. او به عنوان «تشنه قدرت و مشتاق به نام‌آوری برای خود» و «حیله‌گرتر و باهوش‌تر از اکثر کیزان‌ها» معرفی می‌شود.
کیزان‌ها همچنین در رمان‌هایی که بر اساس فرنچایز "پیشتازان فضاً نوشته شده‌اند، از جمله "Mosaic" و "Pathways"، که هر دو توسط یکی از سازندگان «پیشتازان فضا: وویجر»، جری تیلور، نوشته شده‌اند، حضور دارند. در «موزاییک»، کیزان‌ها با کشاندن خدمه به نبرد با یک کشتی جنگی کیزان در یک سحابی متراکم، یک حمله غافلگیرانه علیه وویجر انجام می‌دهند. در همین حال، جنگجویان کیزان یک تیم خارج از سفینه به رهبری Tuvok را تعقیب می‌کنند که مأموریت داشتند یک سیاره وحشی را کاوش کنند. این رمان بر روی دوراهی جین‌وی برای کمک به تیم یا خدمه کشتی تمرکز دارد و با فلش‌بک‌هایی به دوران کودکی و آموزش او در اخترناوگان همراه است. در طول وقایع «مسیرها»، کس اولین برخوردهای خود را با کیزان‌ها بازگو می‌کند. کیزان‌ها همچنین در دنیای آینه که در داستان کوتاه "The Mirror-Scale Serpent" اثر Keith DeCandido، که در مجموعه «Obsidian Alliances» منتشر شده است، ظاهر می‌شوند. در این دنیا، وویجر هرگز در ربع دلتا سرگردان نشده است. کس به جای اینکه توسط نیلیکس و خدمه وویجر نجات یابد، از قدرت‌های دورکاری ذهن خود برای کشتن تمام اسیرکنندگان کیزان خود استفاده می‌کند.
در سال ۱۹۹۶، یک آدمک پلاستیکی (اکشن فیگور) از یک کیزان به عنوان بخشی از موج دوم محصولات «پیشتازان فضا» Playmates Toys منتشر شد. در همان سال، شرکت Applause یک لیوان سرامیکی تولید کرد که طرح آن بر اساس چهره یک مرد کیزان طراحی شده بود. شرکت Revell چندین مجسمه از سفینه‌های فضایی کیزان را منتشر کرد، مانند مجسمه‌های مربوط به کشتی مهاجم و اژدر. Revell مجسمه کشتی مهاجم را به عنوان بخشی از یک مجموعه سه تکه، همراه با مجسمه‌هایی برای یک کشتی ماکی و USS Voyager عرضه کرد.

## ویژگی‌ها

### تاریخچه و سیاست
در دنیای «پیشتازان فضا»، قبل از ورود وویجر به ربع دلتا، خصومت بین ترابی‌ها و کیزان‌ها منجر به این شد که ترابی‌ها آن‌ها را تحت سلطه خود نگه دارند. خشونت بین کیزان‌ها برای محدود کردن خطر قیام آن‌ها علیه ترابی‌ها تشویق می‌شد. قبل از فتح توسط ترابی‌ها، کیزان‌ها پیشرفته‌ترین جامعه در ربع دلتا بودند. در تاریخ ستاره‌ای ۲۳۴۶، جال سانکور فرقه‌ها را در نظام یا جمع کیزان متحد کرد تا ترابی‌ها را سرنگون کند. کیزان‌ها فناوری و کشتی‌های ترابی‌ها را دزدیدند و به جای اینکه در یک دنیای جدید ساکن شوند، به یک گونه عشایر کوچ‌نشین تبدیل شدند. پس از دستیابی به استقلال از ترابی‌ها، کیزان‌ها به جنگ با یکدیگر برای کنترل منابع و فناوری ادامه دادند.
در «پیشتازان فضا: وویجر»، کیزان‌ها با عنوان کلی نظام کیزان شناخته می‌شوند، اما این گونه‌ها به بخش‌های مختلفی نیز تقسیم می‌شوند. در حالی که وب‌سایت رسمی «پیشتازان فضا» تعداد فرقه‌های کیزان را هجده عدد ذکر می‌کند، قسمت "Initiations" تعداد فرقه‌ها را بسیار بی‌ثبات و هر روز در حال تغییر نشان می‌دهد. تنها هشت گروه در «پیشتازان فضا: وویجر» نامگذاری شده‌اند: کیزان-هالیک، کیزان-اوگلا، کیزان-اوگلامار، کیزان-رلورا، کیزان-نیستریم، کیزان-موسترال، کیزان-هوبی و کیزان-پومار. این فرقه‌ها به عنوان «دشمنان خونی» به تصویر کشیده می‌شوند که به ندرت برای دیپلماسی یا اتحاد تلاش می‌کنند. در زمانی که وویجر از فضای تحت اشغال کیزان‌ها عبور می‌کرد، کیزان-اوگلا و کیزان-رلورا قدرتمندترین از بین هشت گروه بودند و بیشترین اعضا و کشتی‌ها را کنترل می‌کردند. یک کیزان که به یک فرقه تعلق ندارد، به عنوان یک «گوون» یا یک طرد شده دیده می‌شود. عنوان «مِیج اول» برای اشاره به رهبر یک فرقه استفاده می‌شود. ساختار سیاسی کیزان‌ها بر اساس «کشتارهای سیاسی درون فرقه‌ها و همچنین بین فرقه‌ها» است، و صلح به عنوان یک ساختار غیرممکن تلقی می‌شود.

### فرهنگ و فناوری
در «پیشتازان فضا: وویجر»، جامعه کیزان به صورت پدرسالاری نمایش داده می‌شود، جایی که مردان به دستورات زنان واکنش منفی نشان می‌دهند. زنان کیزان در سریال نشان داده نمی‌شوند و تنها از طریق دیالوگ مردان کیزان به آن‌ها اشاره می‌شود. مردان جوان کیزان به عنوان جنگجو تربیت می‌شوند و برای کسب نام بزرگسالی خود، مراسمی را پشت سر می‌گذارند. لقب افتخاری «جال» که به یک مرد جوان کیزان داده می‌شود، نشانگر گذار او به بزرگسالی است. این لقب زمانی داده می‌شود که پسر در نبرد دشمنی را بکشد یا در نبرد بمیرد. کسانی که در این مراسم شکست می‌خورند، با اعدام یا خوارساختن عمومی مجازات می‌شوند. انتظار می‌رود که پدران و پسران رابطه عاطفی دوری داشته باشند و هرگونه نشانه‌ای از محبت بین آن‌ها شرم‌آور تلقی شود.
کریستینا نیکولسکو و یونیت نمتزیانو، پژوهشگران، فرهنگ کیزان را برای بررسی نزاکت سیاسی و موضوعات نژادپرستی در «پیشتازان فضا: وویجر» تجزیه و تحلیل کردند. آن‌ها دریافتند که کیزان‌ها به عنوان بدوی/ پست‌تر، وحشی و جنایتکار توصیف می‌شوند و استدلال می‌کنند که ظاهر و رفتار کیزان‌ها برای ایجاد واکنش منفی از سوی مخاطب طراحی شده است. آن‌ها لباس کیزان‌ها را شبیه به لباس جنگ چریکی و مو و صورت آن‌ها را «وحشی» و «تهدیدآمیز» توصیف کردند. اگرچه کیزان‌ها به عنوان یک ارتش ثابت نشان داده نمی‌شوند، اما به عنوان یک جامعه نظامی‌گرا تعریف می‌شوند. نیکولسکو و نمتزیانو خاطرنشان کردند که گفت‌وگوی کیزان‌ها با استفاده مکرر از زبان خشونت‌آمیز مشخص می‌شود. به گفته سسکا، پزشکی کیزان ابتدایی و «بدوی» است. حتی اگرچه کیزان‌ها تنها گونه طبقه‌بندی شده‌ای هستند که بورگ از جذب آن‌ها امتناع می‌کند، جین‌وی در گزارش‌های خود آن‌ها را «دشمنی حیله‌گر و خطرناک» توصیف کرد.
در «پیشتازان فضا: وویجر»، تمرکز نظامی کیزان‌ها به شدت با انسان‌گرایی فدراسیون متحد سیارات در تضاد است. کیزان‌ها از طریق منابع گرفته شده از ترابی‌ها، دارای سلاح‌های انرژی هستند، در درجه اول فیزرها و پرتو کششی، و سپرهای واگردان. آن‌ها تا اولین ملاقات با خدمه وویجر از انتقال‌دهنده‌ها و تکثیرکننده‌ها بی‌اطلاع هستند. کیزان‌ها عمدتاً از دو نوع فضاپیما استفاده می‌کنند: کشتی‌های مهاجم و کشتی‌های حامل. کشتی‌های مهاجم توسط خدمه وویجر تهدیدات جزئی محسوب می‌شوند، اما کشتی‌های حامل خطرناک‌تر هستند. حتی اگرچه سلاح‌های کیزان‌ها نسبت به سلاح‌های موجود در وویجر پایین‌تر است، اما عدم توانایی خدمه ناوگان ستاره‌ای در تأمین مجدد آن‌ها را در برابر حملات آسیب‌پذیر می‌کند. کشتی‌های کیزان از نظر بصری به صورت «تیره، کاملاً کاربردی» و بدون «هیچ‌یک از تزئینات شناخته شده از کشتی‌های روشن و براق فدراسیون» نشان داده می‌شوند. کشتی‌ها فقط با جمجمه‌ها و غنائم دشمنان فتح شده تزئین شده‌اند. در "Star Trek Online"، بازیکنان می‌توانند از مهاجم سنگین کیزان استفاده کنند و به پل آن دسترسی داشته باشند. وب‌سایت رسمی MMORPG بزرگ‌ترین قدرت این سفینه را "قابلیت مانور و تطبیق‌پذیری" آن تبلیغ می‌کند. این سایت همچنین اشاره می‌کند که کیزان‌ها از زمان برخوردشان با وویجر با جمع‌آوری مواد پیشرفته‌تر از گونه‌های دیگر، فناوری خود را بهبود بخشیده‌اند.

## پیش‌زمینه

### مفهوم و خلق
قبل از اعلام ساخت یک مجموعه جدید از «پیشتازان فضا»، سازندگان «پیشتازان فضا: وویجر»، یعنی ریک برمن، مایکل پیلر و جری تیلور، در جلسات محرمانه توسعه، مفاهیم و شخصیت‌های اولیه را طراحی کردند. کیزان‌ها در ابتدا به عنوان بخشی از طرح اصلی سریال، یعنی گیر افتادن خدمه وویجر در ربع دلتا، خلق شدند. برمن، پیلر و تیلور استدلال کردند که شخصیت‌ها در حال سفر در ناحیه‌ای از فضا خواهند بود که توسط یک نژاد بیگانه جدید کنترل می‌شود که به عنوان دشمنان اصلی نمایش عمل می‌کنند و کیزان‌ها برای پر کردن این نقش خلق شدند.
کیزان‌ها با الهام از باند خلافکاران لس‌آنجلس و با اشاره به «سبک کریپس و بلادز» خلق شدند. ایده کیزان‌ها به عنوان فرقه‌های جنگجو، برخلاف یک نژاد متحد، توسط تیلور مطرح شد که آن‌ها را به صورت «سه باند، با روابط و وفاداری‌های دائماً در حال تغییر، طراحی کرد. درست زمانی که فکر می‌کنیم آن را حل کرده‌ایم، تعادل دوباره تغییر می‌کند.» در حین بحث در مورد الهام اصلی کیزان‌ها، تیلور آن‌ها را به عنوان راهی برای «پرداختن به فضای زمانه ما و آنچه […] در شهرهای ما اتفاق می‌افتد و تشخیص منبع خطر و ناآرامی‌های اجتماعی» می‌دید. پیلر در ادامه این فرض را که کیزان‌ها ریشه در خشونت و جنگ باندهای خلافکار دارند، با توضیح این نکته روشن کرد: «هدف ما ایجاد نوعی هرج و مرج سازمان نیافته بود، آن‌ها علیه خودشان به همان اندازه که علیه ما بودند.»
در جلسه‌ای در ۱۷ اوت ۱۹۹۳، تیلور طرح داستانی را برای قسمت آزمایشی "Caretaker" نوشت و کیزان‌ها (که در آن زمان به عنوان Crips شناخته می‌شدند) را به عنوان "یک باند که در تضاد با دو باند دیگر، برای قلمرو در این منطقه از فضا رقابت می‌کنند" معرفی کرد. یادداشت‌های تیلور نشان می‌دهد که سازندگان سریال به این فکر می‌کردند که Crips با شخصیت‌های اصلی به آتش‌بس برسند، که این باعث عصبانیت یکی دیگر از باندها (که بعداً Blood نامیده شد) می‌شود و منجر به این می‌شود که آن‌ها دشمنان اصلی باشند. این ایده بعداً در جلسه‌ای در ۱۰ سپتامبر همان سال کنار گذاشته شد. در اولین پیش‌نویس فیلمنامه "Caretaker"، پیلر این گونه بیگانه را "Gazon" (با تلفظ گازَن یا گِیزان) نامید و توضیح زیر را در مورد آن‌ها نوشت:
آن‌ها مردمانی لاغر و نحیف هستند که لباس‌های نامرتب می‌پوشند. برخی از آن‌ها چیزی جز پارچه پاره به تن ندارند. پوستشان خشک و چروکیده است. آفتاب روی برخی از آن‌ها لکه‌ها و زخم‌هایی ایجاد کرده است. به نظر می‌رسد که این اردوگاهی از مردمی است که به سختی می‌توانند زنده بمانند، فاقد امکانات رفاهی و زندگی سخت و دشواری دارند. آن‌ها گازان‌ها هستند، که در طول سریال، آن‌ها را به عنوان یک فرقه کشنده و مرگبار خواهیم شناخت که خود را در معرض این شرایط سخت قرار می‌دهند تا بتوانند به قدرت برسند.
در طول تابستان ۱۹۹۴، Gazon به Kazon تغییر یافت، زیرا بیم آن می‌رفت که نام آن بسیار شبیه نام غزه باشد. تهیه‌کنندگان این تغییر را پیشنهاد کردند تا از تفسیر داستان‌های مربوط به نژاد بیگانه به عنوان تعبیر سیاسی در مورد درگیری‌ها در سرزمین‌های فلسطین جلوگیری شود. طبق کتاب راهنمای فنی پیشتازان فضا: وویجر، کازون در ابتدا قرار بود تنها به دو دسته تقسیم شود ("Kazon-Sera" و "Kazon-Ogla").

### طراحی و گزینش بازیگر
طراحی کیزان‌ها در اوایل ژوئن ۱۹۹۴ آغاز شد. مایکل وست‌مور، سرپرست گریم سریال، به شدت در خلق ظاهر کیزان‌ها نقش داشت. وستمور در توصیف ویژگی‌های چهره این گونه گفت که او یک برآمدگی پوستی در امتداد بینی و جلوی صورت ایجاد کرد تا «یک تاج نرم، مانند تاج خروس» را به جای «برجستگی‌های استخوانی دایناسور» شبیه‌سازی کند. او گفت که تفاوت‌های بصری بسیار کمی بین مردان و زنان کیزان وجود دارد، با این ویژگی متمایز که زنان از نظر جسمی ظریف‌تر از مردان هستند. به گفته وستمور، گریم پروتزی پیشانی در شکلی شبیه به شیطان ساخته شده است، در حالی که برآمدگی‌های روی بینی از گردن کرکس الهام گرفته شده است. طراحی بینی در طول دو فصل اول با افزودن نوک بینی و خارهایی که از سوراخ‌های بینی بیرون زده بودند، اصلاح شد. طراحی کیزان‌ها پس از اولین نمایش سریال مورد انتقاد طرفداران قرار گرفت و یکی از طرفداران اظهار داشت: «به نظر می‌رسد که همه آن‌ها یک روز بد مو را سپری کرده‌اند.» وقتی آنتونی دی لانگِس برای اولین بار سرپوشی را که به عنوان بخشی از لباس کاله پوشیده شده بود، دید، به شوخی گفت: «کاله باید رهبر باشد زیرا بزرگ‌ترین موهای سر را دارد.»
وستمور گفت که در طول فیلمبرداری "Caretaker" با چالش‌های متعددی در مورد گریم و ماسک‌ها روبرو بوده است. به دلیل تعداد زیاد کیزان‌ها در قسمت اول، او گریمورها و قالب‌سازهای بیشتری را استخدام کرد تا به همه بازیگران کمک کنند تا لباس‌هایشان را بپوشند. به گفته دیوید لیوینگستون، تهیه‌کننده ناظر، فرایند گریم کیزان‌ها چندین ساعت طول می‌کشید. از آنجایی که اکثر صحنه‌های مربوط به کیزان‌ها در دریاچه «El Mirage» فیلمبرداری می‌شد، لیوینگستون و گروه فیلمبرداری مأمور شدند تا با وجود دمای بالا، به بازیگران کمک کنند تا در گریم و پروتزهای سنگین احساس راحتی کنند.
پیلر در ابتدا تصور می‌کرد که فقط بازیگرانی بین ۱۸ تا ۲۵ سال را انتخاب کند تا ارتباط بین کیزان‌ها و باندهای خیابانی امروزی را نشان دهد. او گفت که می‌خواست انتخاب‌های بازیگری، گونه بیگانه را به عنوان «افراد جوان و خشمگین که هرگز به اندازه کافی عمر نکرده‌اند تا تجربه و دیدگاهی از جهان داشته باشند که مثلاً کلینگان‌ها و رمولوسی‌ها ممکن است داشته باشند» نشان دهد. او می‌خواست از طریق بازی بازیگران تأکید کند که کیزان‌ها «بسیار احساساتی‌تر، زودجوش‌تر و در نتیجه انتظارات کمتری دارند.» با این حال، این نقش‌ها توسط بازیگرانی خارج از این محدوده سنی پر شد، و پیلر توضیح داد که این تصمیم به این دلیل گرفته شده است که «بازیگران مسن‌تر عملکرد بهتری ارائه می‌دهند.» او بعداً از انتخاب بازیگران بالغ‌تر پشیمان شد، زیرا احساس می‌کرد که این با مفهوم نویسندگان از این گونه در تضاد است و باعث می‌شود آن‌ها بیش از حد شبیه کلینگان‌ها به نظر برسند. دونا دیکنز از آپروکس نیز کیزان‌ها را با کارداسیان‌ها و Wood Elves مقایسه کرد.

### فیلمبرداری و توسعه

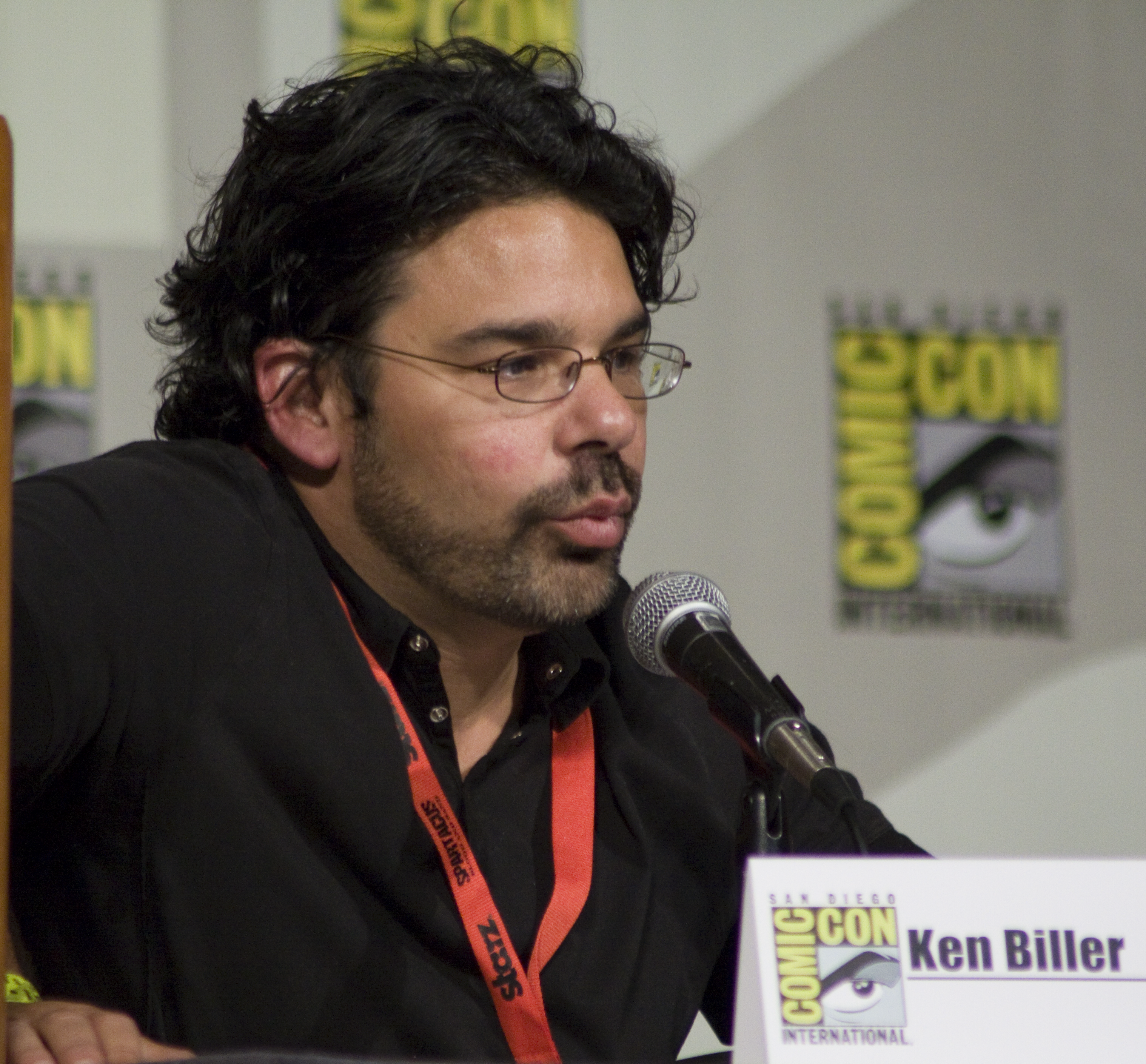
کنت بیلر (تصویر) در طول توسعه فصل دوم سریال، اکثر اطلاعات مربوط به پیشینه کیزان‌ها را نوشت.

در فصل اول، کیزان‌ها به عنوان یکی از سه گونه بیگانه جدید معرفی شدند که می‌توان از آن‌ها به عنوان دشمنان تکرارشونده استفاده کرد. دو گونه دیگر ویدی‌ها و سیکاری‌ها بودند. کیزان‌ها و ویدیین‌ها در قسمت‌های بعدی حضور داشتند، در حالی که حضور سیکاری‌ها به قسمت "Prime Factors" محدود شد. وستمور طراحی کیزان‌ها را سخت‌ترین گونه برای طراحی در فصل اول وویجر می‌دانست، اگرچه، در کل، او کار گریم و پروتز را برای وویجر آسان‌تر از آن چیزی که برای «پیشتازان فضا: عمق فضای نهم» لازم بود، یافت. او این را با مقایسه تعداد نسبتاً کم کیزان‌هایی که در قسمت‌های خارج از قسمت آزمایشی ظاهر می‌شدند با بیگانگان متعددی که در سراسر «فضای عمیق نه» حضور داشتند، توضیح داد. طراحی کیزان‌ها در طول فیلمبرداری فصل اول تغییر کرد. به عنوان مثال، برای دومین قسمتی که کیزان‌ها در آن ظاهر شدند - "State of Flux" - وستمور پروتزهای گوش را که در ابتدا توسط طراح مو، جوزی نورمند، ساخته شده بود تا شبیه گوش خوک به نظر برسد، حذف کرد. پروتزهای گوش خوک برای بازیگران و بدلکاران بسیار دست و پاگیر و سنگین بود و مواد آن به یک اسفنج سبک‌تر تغییر یافت.
تیم نویسندگان «وویجر» زمان بیشتری را در فصل دوم سریال به توسعه فرهنگ و جامعه کیزان‌ها اختصاص دادند. پیلر این فصل را به عنوان «یک بررسی عمیق [کیزان‌ها] که به نظر من آن‌ها را به یکی از پنج نژاد بیگانه دشمن برتر در تاریخ «پیشتازان فضا» تبدیل می‌کند» توصیف کرد. پیلر داستان کلی کیزان‌ها در فصل دوم را بر اساس تجربیات خود از کار بر روی سریال تلویزیونی علمی تخیلی وسترن «Legend» در سال ۱۹۹۵ طراحی کرد. تیلور در مورد تمرکز مجدد روی کیزان‌ها مطمئن نبود و این سؤال را مطرح کرد که آیا آن‌ها دشمنان جذابی هستند یا خیر. او آن‌ها را کاملاً ایده پیلر توصیف کرد.
کنت بیلر، ویراستار اجرایی داستان، مقاله‌ای نوشت که جزئیات تاریخ و رفتار اجتماعی کیزان‌ها، و همچنین رابطه خصمانه آن‌ها با ترابی‌ها را شرح می‌داد. بیلر تمام ایده‌های خود را روی کاغذ جمع‌آوری کرد تا به نویسندگان مختلف کمک کند تا روایتی منسجم برای کیزان‌ها در قسمت‌های مختلف ایجاد کنند. این یادداشت‌ها که برای یکی از قسمت‌های او - "Initiations" - تهیه شده بود، توسط تیلور برای ساخت "Alliances" نیز استفاده شد. بیلر به شخصیت سسکا به عنوان یک وسیله روایی کلیدی برای بررسی بیشتر این گونه بیگانه اشاره کرد. برای بیلر، سسکا «به ما اجازه داد تا با کیزان‌ها به پشت صحنه برویم» و «به ما کمک کرد تا کیزان‌ها را برای خود تعریف کنیم». با این وجود، هکت سسکا را به عنوان شخصیتی با وفاداری کمی به کیزان‌ها تفسیر کرد و گفت: «من فکر نمی‌کنم او به [آن‌ها] اهمیتی بدهد.»
پیلر در مورد امیدهای خود برای واکنش طرفداران به تأکید فصل دوم بر کیزان‌ها گفت: «من کنجکاو خواهم بود که بدانم برداشت مخاطب چیست، اگر سرمایه‌گذاری ما روی کیزان‌ها در این فصل نتیجه داد.» در پاسخ به نگرانی طرفداران مبنی بر اینکه وویجر به اندازه قسمت‌های قبلی «پیشتازان فضا» عناصر علمی تخیلی را در خود جای نداده است، او معتقد بود که تمرکز فزاینده روی کیزان‌ها به عنوان راه حل عمل خواهد کرد. پیلر معتقد بود که این گونه بیگانه داستان‌های آینده‌نگرانه سریال را برجسته می‌کند و توضیح داد: «افراد زیادی هستند که قسمت‌های زیادی [از قسمت‌های این فصل را] علمی تخیلی نمی‌دانند.» او در ادامه گفت: «اما مطمئناً می‌توانید اینطور استدلال کنید که رویارویی با کیزان‌ها در نبرد، داستان‌سرایی آینده‌نگرانه است.» تیلور فصل دوم را متمرکز بر داستان‌های «شخصیت محور، درون‌نگر» می‌دانست که اکثر جنبه‌های «اکشن-ماجراجویی» آن از طریق حضور کیزان‌ها انجام می‌شد.

### کنار گذاشتن کیزان‌ها
پس از پایان فصل دوم، تیلور تصمیم گرفت کیزان‌ها را به عنوان دشمنان اصلی سریال حذف کند، زیرا تلاش برای توسعه این گونه بیگانه را ناموفق می‌دانست. او احساس می‌کرد که آن‌ها هرگز به یک دشمن قانع‌کننده تبدیل نشده‌اند، با وجود حضورشان در چندین قسمت. تیلور استدلال کرد که کیزان‌ها پتانسیل سریال را محدود می‌کنند و گفت: «این یک پیامد عجیب ایجاد کرد که ما در فضا ساکن هستیم، در حالی که هدف ما این است که با سرعت‌های باورنکردنی به سمت ربع آلفا برویم - ما دائماً به یک عده افراد تکراری برخورد می‌کنیم! این فقط یک چیز عجیب بود و من فکر نمی‌کنم که کیزان‌ها به ما خدمت خوبی کرده باشند.» در مورد نقش آن‌ها در قسمت‌های آینده، او توضیح داد که «قصد من این است که آن‌ها را پشت سر بگذارم و بیگانگان جدید و امیدوارم جالب‌تری پیدا کنم.»
با اینکه پیلر ناامیدی تیلور از کیزان‌ها را درک می‌کرد، اما احساس می‌کرد که «ایجاد این دشمن مهم و ارزشمند بوده است». برمن با ارزیابی تیلور از کیزان‌ها موافق بود و اشاره کرد که آن‌ها در ابتدای فصل سوم حذف خواهند شد. او همچنین اعتراف کرد که نویسندگان در هنگام توسعه کیزان‌ها چندین اشتباه مرتکب شده‌اند و تناقضاتی را ایجاد کرده‌اند. او با این باور که میزان فضای زیادی که تحت کنترل کیزان‌هاست غیرقابل باور است، استدلال کرد که تعداد دفعاتی که وویجر با این گونه بیگانه روبرو می‌شود، قلمرو آن‌ها را بزرگتر از فدراسیون متحد سیارات و امپراتوری کلینگان می‌کند. برانون براگا، تهیه‌کننده، از حذف کیزان‌ها حمایت کرد و از این گونه به عنوان «کلینگان‌های نیم‌پز» و گنجاندن مداوم آن‌ها در قسمت‌ها انتقاد کرد، زیرا باعث می‌شد سریال «این حس را داشته باشد که ما در یک دایره بزرگ در حال حرکت هستیم.»
علیرغم تصمیم برای حذف کیزان‌ها از قسمت‌های آینده، تیم نویسندگی مطمئن نبود که آیا پایان فصل دوم و اولین نمایش فصل سوم بر روی آن‌ها تمرکز خواهد کرد یا خیر. پیلر گفت که پیشنهاد شده بود که این قسمت‌ها می‌توانند به عنوان مقدمه‌ای برای یک گونه بیگانه جدید باشند، اما او از این احتمال که آن‌ها به عنوان وداع با داستان‌های کیزان عمل کنند، حمایت کرد. او تصمیم خود را با این جمله توضیح داد که «احساس کردم این قوس را با آن‌ها ساخته‌ایم و این یک نتیجه‌گیری طبیعی بود.» کیزان‌ها با داستان‌هایی با محوریت ویدیین‌ها، بورگ، و Hirogen جایگزین شدند. قبل از اولین نمایش «Star Trek: Discovery»، دونا دیکنز حدس زد که حضور اندرو لینکلن در این سریال می‌تواند به عنوان شخصیتی از کیزان‌ها باشد. در حالی که دیکنز واکنش منفی طرفداران به این گونه بیگانه را در طول «پیشتازان فضا: وویجر» تصدیق کرد، این سؤال را مطرح کرد که آیا «پیشتازان فضا: دیسکاوری» مکان مناسبی برای بازگشت کیزان‌ها به عنوان «مهمان ویژه» خواهد بود یا خیر.

## بازخوردها

### واکنش بازیگران
بازیگران وویجر واکنش منفی به حضور مداوم کیزان‌ها در سریال داشتند و احساس می‌کردند که حذف آن‌ها بهترین اقدام است. تیم راس اظهار داشت که گنجاندن مکرر این گونه، اعتبار داستان‌ها را زیر سؤال می‌برد، زیرا خدمه در نهایت باید در سفر به خانه، فضای تحت کنترل کیزان را ترک کنند. او همچنین معتقد بود که کیزان‌ها به عنوان دشمن شکست خورده‌اند، زیرا آن‌ها را برای شخصیت‌های اصلی و طرفداران به اندازه کافی تحمیل‌کننده نمی‌دانست که جدی گرفته شوند. اتان فیلیپس با راس موافق بود و پیشنهاد کرد که حضور کیزان‌ها باید کاهش یابد. رابرت پیکاردو به شوخی گفت که تنها جنبه جالب این گونه مدل موی آن‌ها بود، در حالی که رابرت بلتران به عدم هوش آن‌ها به عنوان عامل اصلی جلوگیری از تبدیل شدن آن‌ها به تبهکاران قوی اشاره کرد. کیت مولگرو پیشنهاد کرد که این سریال یک دشمن جدید و قوی‌تر را در خود جای دهد و گفت: "ما باید [...] با دشمنانی با چنان وحشیگری، دشمنانی که در واقع کاملاً کشنده و ترسناک هستند، روبرو شویم. دشمنانی که شما تماشا کنید و بگویید: "اوه پسر، آن‌ها چطور می‌خواهند از این یکی خلاص شوند؟" من فکر نمی‌کنم که کیزان‌ها اینطور باشند. " مولگرو احساس می‌کرد که مأموریت خدمه برای بازگشت به خانه، داستانی جذاب‌تر از داستان‌های مربوط به کیزان‌ها است، که او آن‌ها را «غول‌های بزرگ احمق» انتقاد کرد.

### بازخورد منتقدان
کیزان‌ها از سوی منتقدان تلویزیونی واکنش منفی دریافت کرده‌اند. جان کنت مویر، منتقد ادبی، در کتاب خود در سال ۲۰۰۵ با عنوان «راهنمای تحلیلی پیشتازان فضا: نبرد ستاره‌ای گالاکتیکا»، استدلال کرد که وقایع «پیشتازان فضا: وویجر» با تمرکز فصل دوم بر فضای کیزان‌ها، فوریت خود را از دست دادند. او «پیشتازان فضا: وویجر» را با سریال تلویزیونی علمی تخیلی ناوبر فضایی گالاکتیکا (مجموعه تلویزیونی ۲۰۰۹) به‌طور منفی مقایسه کرد و نوشت که «پیشتازان فضا: وویجر» می‌تواند از این بیاموزد که چگونه "گالاکتیکا" باید به راه خود ادامه دهد، همیشه به جلو، به سمت مقصد خود". این گونه بیگانه توسط نویسنده K. Stoddard Hayes به عنوان «جنگجویان فضایی کلیشه‌ای مردسالار» توصیف شد، که از فقدان شخصیت‌های توسعه یافته کیزان انتقاد می‌کرد. او این را با این جمله توضیح داد: «هیچ شخصیت کیزان به یاد ماندنی از دو فصل از قسمت‌هایی که جناح‌های مختلف آن‌ها را نشان می‌دهد، پدیدار نمی‌شود.»
منتقدان همچنین در اثربخشی کیزان‌ها به عنوان تبهکار تردید کرده‌اند. بریت، کیزان‌ها را در زمره «احمق‌ترین و بدترین دشمنان در تاریخ پیشتازان فضا» می‌دانست. ژولیت هریسون از وب‌سایت «Den of Geek!» نوشت که نویسندگان بیش از حد بر داستان‌های کیزان و سسکا متمرکز شده‌اند. هریسون آن‌ها را «جایگزین‌های کلینگان زیر استاندارد» نامید و از تصمیم این سریال برای جایگزینی آن‌ها با بورگ تمجید کرد. کیزان‌ها، همراه با سسکا، در فهرست چارلی جین اندرس از آی‌او۹ که ۱۰ شرور کم‌خطرترین «پیشتازان فضا» را معرفی می‌کرد، در رتبه دوم قرار گرفتند. اندرس توضیح داد که کیزان‌ها بیشتر به عنوان آفات آزاردهنده نشان داده می‌شدند تا یک مانع اصلی برای سفر وویجر به خانه. چارلز ایوانز از «FanSided» نیاز مبرم کیزان‌ها به آب را زیر سؤال برد، زیرا آن‌ها می‌توانستند از فناوری تاب‌پیمایی (وارپ) خود برای جمع‌آوری آن از سیارات دیگر استفاده کنند. اگرچه ایوانز کیزان‌ها را با یک فرض خوب توصیف کرد، اما او آن‌ها را در حد برچسب «قدرتمندترین نژاد در منطقه خود از ربع دلتا» نمی‌دانست.
میشل اریکا گرین از TrekToday در حین بازبینی سریال، نقدهای گسترده و عمدتاً منفی در مورد داستان کیزان‌ها در دو فصل اول ارائه کرد. کیزان‌ها با کلینگان‌ها توسط گرین مقایسه شدند و ویدی‌ها به عنوان کاندیدای مناسب‌تر و جذاب‌تری برای ایفای نقش دشمنان اصلی در دو فصل اول توصیف شدند. گرین تصمیم جین‌وی برای عدم اشتراک فناوری وویجر با کیزان‌ها را زیر سؤال برد و نوشت که این گونه به عنوان «یک فرهنگ فضایی با ماشین وارپ» توصیف می‌شود، بنابراین خدمه «در یک تمدن اولیه دخالت نمی‌کنند». او استدلال کرد که تلاش کیزان‌ها برای سرقت یک تکثیرکننده و یک انتقال‌دهنده به جای سلاح‌های تهاجمی، تأثیر آن‌ها را به عنوان یک نیروی تهدیدکننده کاهش می‌دهد و نشان می‌دهد که احتمال روابط با کیزان‌ها «بسیار شنیع‌تر از برخورد با کلینگان‌ها یا فِرِنگی نیست، که زنان و اقلیت‌ها را در مرزهای خود سرکوب می‌کنند.»
علیرغم بازخوردهای منفی منتقدان نسبت به کیزان‌ها، صحنه‌ای که آن‌ها وویجر را تصاحب می‌کنند مورد ستایش مفسران تلویزیونی قرار گرفت. مارک باکستون، از «Den of Geek!» (آشیانهٔ خوره‌ها)، کیزان‌ها را به خاطر «فناوری پیشرفته و خون‌خواری و خیانت» و موفقیت آن‌ها در به دام انداختن خدمه وویجر در یک سیاره متخاصم، در فهرست ۵۰ شکل برتر زندگی بیگانه در جهان «پیشتازان فضا» قرار داد. به همین ترتیب، رایان بریت از Tor.com لحظه‌ای را که کیزان‌ها کشتی را تصرف کردند به عنوان یکی از هفت مورد تکان‌دهنده‌ترین موارد در فرنچایز «پیشتازان فضا» رتبه‌بندی کرد.

### تحلیل نژادی و سیاسی
نمایش کیزان‌ها به عنوان دشمن، توسط مفسران ژانر و دانشگاهیان به عنوان نمونه‌ای از نژادپرستی در فرنچایز «پیشتازان فضا» مورد انتقاد قرار گرفته است. کریستینا نیکولسکو و یونیت نمتزیانو از رفتار کیزان‌های تیره‌پوست که پرخاشگرتر از گونه‌های بیگانه با پوست روشن‌تر و اهل دیپلماسی هستند، انتقاد کردند. آن‌ها تعیین کردند که نمایش کیزان‌ها به‌طور ضمنی نژادپرستانه است و نوشتند که این گونه تجسم کلیشه‌های منفی نشان داده شده است. نیکولسکو و نمتزیانو در ادامه گفتند که کیزان‌ها فقط به عنوان «جنایتکار و وحشی» نوشته شده‌اند و «بدوی» دیده می‌شوند. جرج A. گونزالس، علوم سیاسی، در کتاب خود در سال ۲۰۱۶ با عنوان «سیاست پیشتازان فضا»، موافقت کرد که رنگ پوست و مدل موی طراحی شده برای کیزان‌ها دارای مفاهیم صریح نژادی است و احساس کرد که این موضوع در طول درگیری آن‌ها با اوکامپا با پوست روشن‌تر آشکارتر شده است. Zach از Bitch Media کیزان‌ها را به عنوان یک نمونه از رفتار نابرابر «پیشتازان فضا» با نژاد قرار داد. او کیزان‌ها را با کلینگان‌ها و فرنگی‌ها مقایسه کرد و نوشت که «بیگانگان رنگین‌پوست به عنوان نمادی برای نشان دادن بدترین جنبه‌های رفتار انسان استفاده می‌شوند».
کیزان‌ها را می‌توان به عنوان نمادی از کشورهای در حال توسعه تفسیر کرد. جرج ای. گونزالس، آن‌ها را به عنوان یک ویژگی بدبینانه از ربع دلتا در سریال پیشتازان فضا می‌بیند که به نوعی استعاره‌ای از جهان در حال توسعه است. او با اشاره به بدرفتاری کیزان‌ها با اوکامپا، تلاش‌هایشان برای دزدیدن فناوری‌های پیشرفته‌تر سفینه وویجر و ناتوانی آن‌ها در ایجاد اتحادهای پایدار، معتقد است که این سریال، روابط نژادی در کشورهای در حال توسعه را ذاتاً پرمناقشه و بی‌ثبات نشان می‌دهد. گونزالس در نهایت نتیجه می‌گیرد که داستان‌های کیزان‌ها با دیدگاه‌های محافظه‌کارانه جدید همسو هستند. در سال ۲۰۱۵، دیوید ترودل در یک بررسی گذشته‌نگر از مجموعه پیشتازان فضا در MoviePilot نوشت که از شکست اتحاد بین کیزان‌ها و ترابی‌ها در قسمت "Alliances" ناامید شده است. او معتقد بود که این سریال باید تشکیل یک فدراسیون جدید را با این دو گونه بیگانه نشان می‌داد. برخی منتقدان این قسمت را «لحظه مرگ فکری پیشتازان فضا» می‌دانستند، اما ترودل با این ارزیابی شدیداً مخالف بود.
در سال ۱۹۹۶، جان پارلس از نیویورک تایمز ارزیابی ملایم‌تری از نحوه نمایش گونه‌های بیگانه در پیشتازان فضا ارائه کرد و آن‌ها را به عنوان «تمایلات اغراق‌آمیز انسانی» توصیف کرد. به ویژه، او شورش کیزان‌ها علیه اسیرکنندگان قبلی خود را با وضعیت سیاسی سومالی یا رواندا در آن زمان مقایسه کرد.